# Amstel Gold Race 1979
L'Amstel Gold Race 1979 fou la 14a edició de l'Amstel Gold Race. La cursa es disputà el 14 d'abril de 1979, sent el vencedor final el neerlandès Jan Raas, que s'imposà en solitari en la meta de Meerssen. Aquesta fou la tercera victòria consecutiva de Jan Raas en aquesta competició.
137 ciclistes hi van prendre part, acabant la cursa 32 d'ells.

## Classificació final
|    | Ciclista           | Equip                 | Temps      |
| -- | ------------------ | --------------------- | ---------- |
| 1  | Jan Raas           | TI-Raleigh-Mcgregor   | 5h 59' 56" |
| 2  | Henk Lubberding    | TI-Raleigh-Mcgregor   | + 39"      |
| 3  | Sven-Åke Nilsson   | Miko-Mercier-Vivagel  | m. t.      |
| 4  | Willy Teirlinck    | KAS-Campagnolo        | + 1' 06"   |
| 5  | Joop Zoetemelk     | Miko-Mercier-Vivagel  | m. t.      |
| 6  | Michel Laurent     | Peugeot-Esso-Michelin | m. t.      |
| 7  | Frits Pirard       | Miko-Mercier-Vivagel  | + 1' 13"   |
| 8  | Lucien van Impe    | KAS-Campagnolo        | + 1' 40"   |
| 9  | Claude Criquielion | KAS-Campagnolo        | m. t.      |
| 10 | René Martens       | Flandria-Ca Va Seul   | m. t.      |